# Hans Magnusson
Hans Sture Magnusson (* 5. Juli 1960 in Svenstavik) ist ein ehemaliger schwedischer Eisschnellläufer.

## Werdegang
Magnusson, der für den IF Castor aus Östersund und den IK Wega startete, wurde in den Jahren 1980 sowie 1981 schwedischer Juniorenmeister im Sprint-Mehrkampf und im Jahr 1987 schwedischer Meister im Sprint-Mehrkampf. Zudem erreichte er bei schwedischen Meisterschaften einmal den zweiten sowie achtmal den dritten Platz und trat international erstmals bei den Juniorenweltmeisterschaften 1979 in Grenoble in Erscheinung, wobei er den 13. Platz im Kleinen Vierkampf errang. In den folgenden Jahren nahm er an drei Mehrkampfweltmeisterschaften (1981 in Oslo, 1982 in Assen sowie 1983 in Oslo) und sechs Mehrkampfeuropameisterschaften (1981 in Deventer, 1982 in Oslo, 1983 in Den Haag, 1985 in Eskilstuna, 1986 in Oslo sowie 1987 in Trondheim) teil. Seine beste Platzierungen dabei waren jeweils im Jahr 1982 in Oslo der 12. Platz und in Assen der 19. Rang im Großen Vierkampf. Zudem kam er bei der Sprintweltmeisterschaft 1981 in Grenoble auf den 17. Platz und bei den Olympischen Winterspielen 1984 in Sarajevo auf den 42. Platz über 500 m, auf den 21. Rang über 1000 m sowie auf den 16. Platz über 1500 m. In der Saison 1984/85 wurde er Dritter im Mehrkampf bei der 4-Bahnen-Tournee in Inzell und jeweils Zweiter im Kleinen Vierkampf bei der 3-Bahnen-Tournee in Innsbruck sowie bei einem internationalen Wettbewerb in Inzell.
Zu Beginn der Saison 1985/86 lief Magnusson in Trondheim erstmals im Eisschnelllauf-Weltcup und kam dabei auf den 16. Platz über 5000 m sowie auf den zweiten Rang über 1500 m. Im weiteren Saisonverlauf erreichte er über 1500 m einmal den dritten sowie dreimal den zweiten Platz und errang in der Gesamtwertung über 1500 m den zweiten Platz. In der Saison 1986/87 belegte er in Frösön den dritten Platz über 1000 m und gewann mit sieben Top-Zehn-Platzierungen, darunter drei zweite Plätze sowie einen dritten Platz die Gesamtwertung über 1500 m. In der folgenden Saison belegte er jeweils den fünften Platz in der Gesamtwertung über 1000 m sowie 1500 m und bei den Olympischen Winterspielen 1988 in Calgary den 30. Platz über 500 m, den 27. Rang über 1000 m sowie den 24. Platz über 1500 m. Letztmals international nahm er im Dezember 1990 in Matsumoto am Eisschnelllauf-Weltcup teil.

## Erfolge

### Olympische Spiele
- 1984 Sarajevo: 16. Platz 1500 m, 21. Platz 1000 m, 42. Platz 500 m
- 1988 Calgary: 24. Platz 1500 m, 27. Platz 1000 m, 30. Platz 500 m

### Mehrkampf-Weltmeisterschaften
- 1981 Oslo: 21. Platz Großer Vierkampf
- 1982 Assen: 19. Platz Großer Vierkampf
- 1983 Oslo: 24. Platz Großer Vierkampf

### Sprint-Weltmeisterschaften
- 1981 Grenoble: 17. Platz Sprint-Mehrkampf

### Mehrkampf-Europameisterschaften
- 1981 Deventer: 18. Platz Großer Vierkampf
- 1982 Oslo: 12. Platz Großer Vierkampf
- 1983 Den Haag: 18. Platz Großer Vierkampf
- 1985 Eskilstuna: 17. Platz Großer Vierkampf
- 1986 Oslo: 18. Platz Großer Vierkampf
- 1987 Trondheim: 18. Platz Großer Vierkampf

## Persönliche Bestleistungen
| Disziplin | Zeit         | Datum           | Ort        |
| --------- | ------------ | --------------- | ---------- |
| 500 m     | 38,25 s      | 6. März 1986    | Inzell     |
| 1000 m    | 1:14,37 min  | 20. März 1987   | Heerenveen |
| 1500 m    | 1:54,38 min  | 17. Januar 1987 | Davos      |
| 3000 m    | 4:02,03 min  | 19. März 1987   | Heerenveen |
| 5000 m    | 7:09,52 min  | 18. Januar 1987 | Davos      |
| 10.000 m  | 15:00,72 min | 6. März 1982    | Inzell     |